# Liste der Träger des Ehrenringes des Landes Steiermark
In dieser Liste sind Träger des Ehrenringes des Landes Steiermark angeführt. Die Kurzbemerkung nach dem Namen soll den Grund beziehungsweise die Funktion der Person am Verleihungstag ersichtlich machen.
Die Einträge sind nach der bekannten laufenden Nummer sortiert. Die Jahresangaben haben aber aufgrund der verschiedenen Quellangaben eine Unschärfe, da die Zeit vom Antrag über die Verleihung bis zur Bekanntmachung mehrere Monate betragen kann.
Mit Stand Juni 2020 sind seit 1961 115 Ehrenringe, davon 7 an Frauen, verliehen worden. Die Liste ist vollständig.

## Liste der Träger
1. Reinhard Machold, Landeshauptmann der Steiermark
2. Josef Steinberger, Monsignore
3. Paula Grogger, Schriftstellerin (1961)[1]
4. Julius Raab, Bundeskanzler von Österreich
5. Norbert Horvatek, Landeshauptmann-Stellvertreter der Steiermark
6. Gustav Hofer, Universitätsprofessor
7. Karl Maria Stepan, Landeshauptmann der Steiermark
8. Josef Krainer (sr.), Landeshauptmann der Steiermark
9. Alfred Wickenburg, Maler und Grafiker
10. Max Mell, Dichter
11. Eduard Speck, Bürgermeister von Graz
12. Karl Böhm, Dirigent
13. Anton Leb, Universitätsprofessor
14. Fritz Matzner, Landeshauptmann-Stellvertreter der Steiermark
15. Franz Thoma, Bundesminister für Landwirtschaft und Umwelt
16. Hermann Grengg, Wissenschaftler
17. Hans Pengg, Unternehmer
18. Franz Zwanzger, Zentralbetriebsratobmann
19. Robert Stolz, Komponist und Dirigent (1968)
20. Josef Schoiswohl, Bischof der Diözese Graz-Seckau
21. Leopold Achberger, Superintendent der Evangelischen Superintendentur A. B. Steiermark
22. Friedrich Schmiedl, Raketenpionier und Erfinder der Raketenpost
23. Maria Matzner, Landesrätin der Steiermark
24. Alfons Gorbach, Bundeskanzler von Österreich
25. Josef Wallner, Präsident des Steirischen Landtages
26. Franz Spath, Universitätsprofessor
27. Hanns Koren, Universitätsprofessor und Politiker
28. Gustav Scherbaum, Bürgermeister von Graz
29. Otto Kratky, Chemiker
30. Hans Mayer-Rieckh, Unternehmer
31. Theodor Piffl-Percevic, Bundesminister für Unterricht
32. Eduard Schwarz, Präsident der steirischen Arbeiterkammer
33. Oskar Weihs, Bundesminister für Land- und Forstwirtschaft
34. Walter Wilburg, Zivilrechtler (1977)
35. Josef Moser, Bundesminister für Bauten und Technik
36. Johann Weber, Bischof der Diözese Graz-Seckau
37. Franz Meran
38. Friedrich Niederl, Landeshauptmann der Steiermark
39. Adalbert Sebastian, Landeshauptmann-Stellvertreter der Steiermark
40. Max Cechal, Vizebürgermeister von Graz
41. Johann Fischl, Theologe
42. Alexander Götz, Bürgermeister von Graz
43. Otto Hofmann-Wellenhof, Landespolitiker und Bundesrat
44. Hans List, Unternehmer
45. Maria Pachleitner, Gründerin der Lebenshilfe Steiermark
46. Heinrich Scheibengraf, Politiker
47. Anton Afritsch, Präsident des Steirischen Landtages
48. Albert Bach, General d. Inf.
49. Udo Illig, Bundesminister für Bauten- und Wirtschaft
50. Dieter Knall, Bischof der Evangelischen Kirche A. B. in Österreich
51. Arno Reitz, Universitätsprofessor
52. Maximilian Aichern, Bischof von Linz
53. Egon Kapellari, Bischof von Graz-Seckau
54. Paula Wallisch, Politikerin und Widerstandskämpferin
55. Franz Ileschitz, Präsident der steirischen Arbeiterkammer
56. Edda Egger, Politikerin
57. Franz Fekete, Bürgermeister von Kapfenberg
58. Franz Feldgrill, Präsident des Steirischen Landtages
59. Carl Anton Goess-Saurau, Unternehmer
60. Rudolf Griß, Rechtsanwalt
61. Wilhelm Kahlbacher, Monsignore
62. Raimund Lorenz, Architekt
63. Karl Rinner, Universitätsprofessor und Universalgeodät
64. Paul Urban, Physiker
65. Leopold Posch, Bürgermeister von Leoben
66. Simon Koiner, Landesrat der Steiermark
67. Anton Pischinger, Maschinenbauer
68. Hermann Baltl, Jurist und Rechtshistoriker
69. Franz Maria Kapfhammer, Lehrer und Buchautor
70. Herbert Trenkler, Universitätsprofessor
71. Friedrich Heppner, Neurochirurg
72. Otto Holzinger, Kammeramtsdirektor
73. Hermann Wiesflecker, Historiker
74. Max Hesse, Kammeramtsdirektor
75. Franz Wegart, Landeshauptmann-Stellvertreter der Steiermark
76. Silvius Magnago, Landeshauptmann von Südtirol
77. Hans Vollmann, Politiker
78. Fritz Bajardi, Gynäkologe
79. Alexander Thiel, Monsignore
80. Hans Lechner, Landeshauptmann von Salzburg
81. Leo Kaltenbäck, Jurist
82. Hans Gross, Landeshauptmann-Stellvertreter der Steiermark
83. Wolfgang Köle, Chirurg
84. Harold Caccia, Diplomat
85. Alfred Edler, Bürgermeister-Stellvertreter von Graz
86. Alexander Götz, Bürgermeister von Graz
87. Emil Breisach, Landesintendant des ORF und Leiter der Akademie Graz
88. Günter Waldorf, Maler
89. Herma Handl-Wiedenhofer, Sängerin
90. Franz Weiss, Künstler
91. Alois Hergouth, Schriftsteller, Lyriker und Übersetzer (1995)
92. Walter Koschatzky, Direktor von Kunstmuseen und kunstgeschichtlicher Autor (1996)
93. Walter Messerklinger, Universitätsprofessor für HNO
94. Hubert Lendl, Volksbildner
95. Leopold Kretzenbacher, Volkskundler und Kulturhistoriker (1997)
96. Kurt David Brühl, Präsident der Israelitischen Kultusgemeinde Graz
97. Josef Krainer (jr.), Landeshauptmann der Steiermark
98. Peter Schachner-Blazizek, Landeshauptmann-Stellvertreter der Steiermark (2007)
99. Nikolaus Harnoncourt, Dirigent, Cellist und Musikschriftsteller
100. Willibald Riedler, Universitätsprofessor (2008) (100. Ehrenring)[2]
101. Alfred Stingl, Bürgermeister von Graz (2008)[3]
102. Heinz Fischer, Bundespräsident von Österreich (2008)
103. Herbert Heinrich Depisch, Konsul und Ehrensenator (2009)[4]
104. Kurt Jungwirth, Landeshauptmann-Stellvertreter der Steiermark (2010)
105. Adolf Osterider, Oberstudienrat (2010)[5]
106. Franz Harnoncourt-Unverzagt, Honorarkonsul (2012)[6]
107. Frank Stronach, Honorar-General-Konsul, Honorar-Professor (2012)[7]
108. Alfred Kolleritsch, Schriftsteller, Lyriker und Philosoph (2013)
109. Klaus Maria Brandauer, Schauspieler und Regisseur (2013)
110. Dietrich Mateschitz, Unternehmer (2014)[8]
111. Franz Lackner, Erzbischof von Salzburg (2015)[9]
112. Karl Haidmayer, Universitätsprofessor (2017)[10]
113. Arnold Schwarzenegger, Schauspieler und Politiker (2017)[11] – Den Ehrenring der Stadt Graz, erhalten 18 Jahre davor 1999, hatte er nach Kritik an ihm am 19. Dezember 2005 zurückgegeben.[12]
114. Franz Voves, Landeshauptmann der Steiermark (2018)[13]
115. Barbara Frischmuth, Schriftstellerin (2019)[14]
116. Josef Riegler, Politiker (2020)[15]
117. Waltraud Klasnic, Landeshauptmann der Steiermark (2020)
118. Hannes Androsch, Politiker und Unternehmer (2022)[16]
119. Alexander Van der Bellen, Bundespräsident (2022)[17]
120. Wolfgang Mantl, Politikwissenschaftler und Jurist (2022)[18]
121. Siegfried Nagl, Bürgermeister von Graz (2022)[19]
122. Hermann Schützenhöfer, Landeshauptmann der Steiermark (2023)[20]
123. Elfriede Jelinek, Schriftstellerin (2023)[21]